# Fords Prairie
Fords Prairie és una concentració de població designada pel cens dels Estats Units a l'estat de Washington. Segons el cens del 2000 tenia 1.961 habitants.

## Demografia
Segons el cens del 2000, Fords Prairie tenia 1.961 habitants, 785 habitatges, i 588 famílies. La densitat de població era de 193,6 habitants per km².
Dels 785 habitatges en un 26% hi vivien nens de menys de 18 anys, en un 61,7% hi vivien parelles casades, en un 10,4% dones solteres, i en un 25% no eren unitats familiars. En el 19,6% dels habitatges hi vivien persones soles el 10,1% de les quals corresponia a persones de 65 anys o més que vivien soles. El nombre mitjà de persones vivint en cada habitatge era de 2,49 i el nombre mitjà de persones que vivien en cada família era de 2,83.
Per edats la població es repartia de la següent manera: un 21,5% tenia menys de 18 anys, un 8,8% entre 18 i 24, un 20,7% entre 25 i 44, un 29,3% de 45 a 60 i un 19,8% 65 anys o més.
L'edat mediana era de 44 anys. Per cada 100 dones de 18 o més anys hi havia 93 homes.
La renda mediana per habitatge era de 42.927 $ i la renda mediana per família de 47.829 $. Els homes tenien una renda mediana de 34.073 $ mentre que les dones 26.344 $. La renda per capita de la població era de 21.610 $. Aproximadament el 4,2% de les famílies i el 7,2% de la població estaven per davall del llindar de pobresa.

## Poblacions més properes
El següent diagrama mostra les poblacions més properes.